# Ayālū
Ayālū (persiska: ايالو) är en ort i Iran.   Den ligger i provinsen Zanjan, i den nordvästra delen av landet, 300 km väster om huvudstaden Teheran. Ayālū ligger 1 625 meter över havet och antalet invånare är 342.
Terrängen runt Ayālū är huvudsakligen kuperad, men åt nordväst är den platt. Runt Ayālū är det ganska glesbefolkat, med 45 invånare per kvadratkilometer. Närmaste större samhälle är Dandī, 9,2 km nordväst om Ayālū. Trakten runt Ayālū består i huvudsak av gräsmarker.